# Bryan Ferry
Bryan Ferry est un chanteur, musicien, claviériste, auteur-compositeur-interprète britannique, né le 26 septembre 1945 à Washington dans le Tyne and Wear, au nord-est de l’Angleterre. Il a formé le groupe Roxy Music en 1971.

## Biographie
Collégien à Sunderland, près de Newcastle upon Tyne, Bryan Ferry chante dans un groupe amateur, les Banshees. Il fait des études dans une école d’arts plastiques de Newcastle, où il s’intéresse particulièrement au pop art et à l’art conceptuel.
En 1968, il s’installe à Londres et exerce différents métiers tout en s’essayant à l’écriture musicale. En 1970, il tente vainement d’intégrer King Crimson, mais le guitariste et fondateur du groupe Robert Fripp l’adresse tout de même à son agent de la firme E.G. Il fait alors la connaissance du flûtiste saxophoniste Andy Mackay, du guitariste David O'List, qui fut rapidement remplacé par Phil Manzanera, et du claviériste Brian Eno, étudiants à la Winchester School of Art. Après le recrutement du batteur Paul Thompson et du bassiste Graham Simpson, c’est la fondation de Roxy Music. Il mène parallèlement une importante carrière solo.
En 1982, il épouse Lucy Helmore, avec qui il a quatre fils : Otis, Isaac, Tara et Merlin. Après sa séparation, il se remarie avec Amanda Sheppard le 4 janvier 2012. Ils divorcent le 7 mars 2014.
Son album Dylanesque, sorti en mars 2007, est entièrement consacré à des reprises de Bob Dylan.

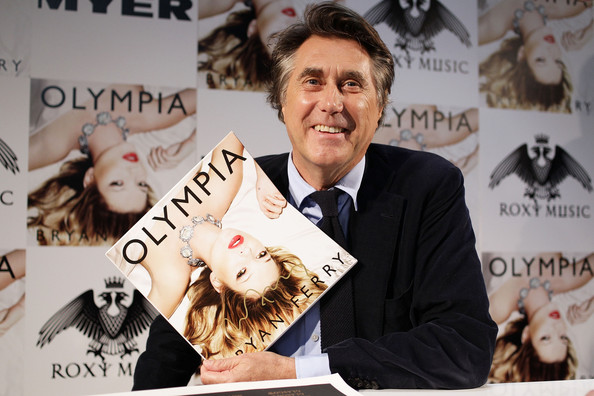
Bryan Ferry en 2011

En 2010, sort Olympia, album de compositions originales et comportant deux reprises, à savoir Song to the Siren de Tim Buckley et Larry Beckett ainsi que No Face, No Name, No Number de Jim Capaldi et Steve Winwood. Le mannequin Kate Moss a servi de modèle pour la pochette de l'album.
En 2014 sort Avonmore, un nouvel album studio fait de huit nouvelles compositions originales et, à nouveau, de deux reprises, soit Send in the Clowns de Stephen Sondheim et Johnny and Mary de Robert Palmer. Produit par le producteur historique de Ferry et Roxy Music, Rhett Davies, on retrouve parmi les musiciens Nile Rodgers, Johnny Marr, Chris Spedding et Tara Ferry, le fils de Bryan Ferry, à la batterie. Le single Loop De Li ouvre l'album.
Bryan Ferry est fait Commandeur de l'Ordre de l'Empire britannique (CBE) à l'occasion de la Queen's Birthday honours list le 11 juin 2011, pour services rendus à la musique. Il a été promu officier dans l'Ordre des Arts et des Lettres au ministère de la Culture à Paris en avril 2012.
Son dernier album s'intitule Bitter-Sweet sorti en 2018, contenant des remakes de chansons plus anciennes de Ferry et Roxy Music dans le même style que son album de 2012 The Jazz Age.

## Discographie

### Albums studio
- 1973 : These Foolish Things
- 1974 : Another Time Another Place
- 1976 : Let's Stick Together
- 1977 : In Your Mind
- 1978 : The Bride Stripped Bare
- 1985 : Boys and Girls
- 1987 : Bête Noire
- 1993 : Taxi
- 1994 : Mamouna
- 1999 : As Time Goes By (Reprises)
- 2002 : Frantic
- 2007 : Dylanesque (reprises de Bob Dylan)
- 2010 : Olympia
- 2012 : The Jazz Age (The Bryan Ferry Orchestra) (Reprises)
- 2014 : Avonmore
- 2018 : Bitter-Sweet (Bryan Ferry and his Orchestra) (Reprises)
- 2025 : Loose Talk (Bryan Ferry and Amelia Barratt)

### Albums live
- 2020 : Live at the Royal Albert Hall 1974
- 2021 : Royal Albert Hall 2020

### Compilations
- 1988 : The Ultimate Collection
- 1986 : Street Life : 20 Great Hits
- 1995 : More Than This : The Best of Bryan Ferry & Roxy Music
- 2000 : Slave to Love : Best of the Ballads
- 2009 : The Best of Bryan Ferry
- 2024 : Retrospective: Selected Recordings 1973-2023 (Coffret 5CD)

### Avec Roxy Music

#### Albums studio
- 1972 : Roxy Music
- 1973 : For Your Pleasure
- 1973 : Stranded
- 1974 : Country Life
- 1975 : Siren
- 1979 : Manifesto
- 1980 : Flesh + Blood
- 1982 : Avalon

#### Albums live
- 1976 : Viva! Roxy Music
- 1983 : The High Road
- 1990 : Heart Still Beating
- 1998 : Concert Classics
- 2000 : Valentine
- 2001 : Concerto
- 2001 : Vintage
- 2002 : Ladytron
- 2002 : Reflection
- 2002 : Roxy Music Live

#### Compilations
- 1977 : Greatest Hits
- 1981 : The First Seven Albums
- 1983 : The Atlantic Years 1973-1980
- 1985 : The Best of Bryan Ferry & Roxy Music
- 1986 : Street Life 20 Great Hits
- 1988 : The Ultimate Collection
- 1989 : The Early Years
- 1989 : The Later Years
- 1995 : More Than This
- 1995 : The Thrill of It All
- 2000 : Slave to Love : The Best of the Ballads
- 2001 : The Best of Roxy Music
- 2012 : Roxy Music: The Complete Studio Recordings 1972-1982

### Collaborations
- 13 juillet 1985 : participe au Live Aid, double concert historique, à vocation humanitaire, donné conjointement à Londres et à Philadelphie, et organisé par Bob Geldof pour lever des fonds pour soulager la famine éthiopienne en cours. Parmi les musiciens qui l'ont accompagnés sur scène, on y retrouve David Gilmour à la guitare et aux claviers Jon Carin, qui joua plus tard avec Pink Floyd.
- 2004 : In Every Dream Home a Heartache, en duo avec Jane Birkin dans l'album Rendez-vous de celle-ci.
- 2008 : Duos de Charles Aznavour - Bryan au chant sur She avec Aznavour.
- 2012 : Chimes of Freedom: Songs of Bob Dylan Honoring 50 Years of Amnesty International. Reprise de Bob Dylan's Dream de Bob Dylan.
- 2014 : Reprise du morceau Johnny and Mary de Robert Palmer, sur l’album It’s Album Time du producteur et DJ norvégien Todd Terje

## Vidéographie
- 2001 : Live in Paris (enregistré en public au Grand Rex à Paris, France, en mars 2000)
- 2007 : Dylanesque Live - The London Sessions (enregistré en public à Londres, Angleterre, en 2007)
- 2011 : Live in Lyon Nuits de Fourvière en juillet 2011

## Filmographie
Sauf indication contraire, les informations mentionnées dans cette section peuvent être confirmées par la base de données cinématographiques IMDb,  présente dans la section « Liens externes ».

### Acteur
- 1980 : Petit déjeuner compris  (mini-série) de Michel Berny : lui-même
- 2004 : The Porter (court métrage) de Jan Wentz
- 2017 : Babylon Berlin  (feuilleton télévisé), saison 2, épisode 2 : chanteur

### Compositeur
- 1985 : City Boy (téléfilm) de Bob Giraldi
- 2013 : New Shorelines (court métrage) de Yi Zhou